# Andreas Buder
Andreas Buder (Scheibbs, 22 maggio 1979) è un ex sciatore alpino austriaco.

## Biografia

### Stagioni 1997-2002
Specialista della discesa libera (specialità nella quale colse tutti i piazzamenti di rilievo della sua carriera) nato a Scheibbs e originario di Göstling an der Ybbs, Buder esordì in Coppa Europa il 18 dicembre 1996 a Haus, piazzandosi 43º. Nel febbraio del 1998 vinse la medaglia d'oro ai Mondiali juniores del Monte Bianco e pochi giorni dopo, il 13 marzo, esordì in Coppa del Mondo a Crans-Montana, classificandosi 19º.
Il 18 gennaio 2001 ad Altenmarkt-Zauchensee conquistò il suo primo podio in Coppa Europa (2º), mentre nella successiva annata 2001-2002 disputò la sua migliore stagione nel circuito continentale, ottenendo tra l'altro le sue due vittorie: la prima il 20 dicembre a Saalbach-Hinterglemm e la seconda il 6 febbraio a Tarvisio. A fine stagione risultò vincitore della classifica di specialità e 5º in quella generale.

### Stagioni 2003-2011
Dalla stagione 2002-2003 prese parte con regolarità alla Coppa del Mondo. Dopo aver ottenuto l'11 marzo 2005 a Roccaraso il suo ultimo podio in Coppa Europa (2º), il 28 gennaio 2006 conquistò il suo primo podio in Coppa del Mondo, arrivando 3º sulla Kandahar di Garmisch-Partenkirchen. Nel prosieguo della carriera si piazzò altre due volte tra i primi tre nel massimo circuito internazionale, l'ultima il 29 dicembre 2007 sulla Stelvio di Bormio (2º).
Dal dicembre 2009 rimase fermo per un anno a causa di un infortunio; rientrò il 18 dicembre 2010 disputando la sua ultima gara in carriera, piazzandosi 47º nella discesa libera della Val Gardena valida per la Coppa del Mondo 2010-2011. In carriera non prese parte né a rassegne olimpiche né iridate.

## Palmarès

### Mondiali juniores
- 1 medaglia:
  - 1 oro (discesa libera a Monte Bianco 1998)

### Coppa del Mondo
- Miglior piazzamento in classifica generale: 42º nel 2007
- 3 podi:
  - 1 secondo posto
  - 2 terzi posti

### Coppa Europa
- Miglior piazzamento in classifica generale: 5º nel 2002
- Vincitore della classifica di discesa libera nel 2002
- 14 podi:
  - 2 vittorie
  - 8 secondi posti
  - 4 terzi posti

#### Coppa Europa - vittorie
| Data             | Località             | Paese   | Specialità |
| ---------------- | -------------------- | ------- | ---------- |
| 20 dicembre 2001 | Saalbach-Hinterglemm | Austria | DH         |
| 6 febbraio 2002  | Tarvisio             | Italia  | DH         |

Legenda:

DH = discesa libera

### Campionati austriaci
- 5 medaglie[2]:
  - 2 ori (supergigante nel 2005; discesa libera nel 2006)
  - 1 argento (supergigante nel 2007)
  - 2 bronzi (supergigante nel 2002; discesa libera nel 2005)

### Campionati austriaci juniores
- 4 medaglie[2]:
  - 1 oro (discesa libera nel 1997)
  - 2 argenti (supergigante nel 1997; combinata nel 1998)
  - 1 bronzo (slalom speciale nel 1998)